# Holophaea melita
Holophaea melita är en fjärilsart som beskrevs av Druce 1899. Holophaea melita ingår i släktet Holophaea och familjen björnspinnare. Inga underarter finns listade i Catalogue of Life.